# 井上硬
井上 硬（いのうえ かたし、1894年（明治27年）7月4日 - 1969年（昭和44年）10月4日 ）は、岡山県出身の医学者。京都大学名誉教授。京都帝国大学医学部教授、新制京大医学部教授を経て、同大学ウィルス研究所長、第16代京都大学医学部附属病院長兼評議員。

## 経歴

### 生い立ち
1894年（明治27年）に岡山県児島郡宇野町（現：玉野市）で生まれる。その後、旧制高梁中学（現：岡山県立高梁高校）を1912年（明治45年）に卒業し、第六高等学校第三部（医科）へ入学する。1915年（大正4年）に同高校を卒業し、京都帝国大学医学部へ入学する。医学部では第二内科に所属し、1924年（大正13年）「胆汁排泄に関する臨床的研究」で博士号を取得した。

### 研究者として
博士号取得後も同大学助教授として講師を務めながら、京大病院内科に勤務を続け、1930年（昭和5年）、文部省在外研究員として病態生理学研究のために、当時最先端の医学立国だったドイツ・フランス・アメリカへ2年間留学をした。帰国後は、1939年（昭和14年）に京都大学から、興亜勤労報国隊として満州建設勤労奉仕隊の医療特技隊として参加し､開拓移民の医療活動等に従事した。なお、興亜勤労報国隊は全国の大学から満州や中華民国での勤労作業に従事させたもので、1939年から編成、派遣が開始されたものである｡同年、京都帝国大学教授へ昇格。ビタミンの臨床応用の系統研究や、肝臓・消化器系の臨床研究などで成果を上げた。
第二次世界大戦後、1949年（昭和24年）活躍が認められて新制京都大学の評議員を務める。同時期に、京都大学医学部附属病の院長（第16代）を任命された。1956年（昭和31年）の1月25日には同大学にてウイルス研究所設置委員会の発足メンバーの一員として参加し、その後、同年4月1日に同大学ウイルス研究所（現・京都大学医生物学研究所）が発足し、木村廉が同所長を3ヶ月務めた後、井上が後任を務めた。趣味は、乗馬や弓術であった。